# Dale
Dale（2007年6月26日—），是一名香港女結他手及歌手，2025年以17歲之齡在《Evolution Nic Live 謝霆鋒進化演唱會》演奏結他而成名，同年推出首支派台歌。

## 簡歷
Dale成名後未有透露自己中文本名，有些報導稱她作Dale Wong，提到了她姓氏的英文拼音。
Dale就讀於賽馬會體藝中學，她曾是某個級別的公民女子足球隊及香港女子足球代表隊隊員。
她同時亦喜歡音樂，小學開始學習鋼琴，考獲八級水平。約在12歲至14歲時她在家中發現一把閒置的木結他，產生興趣，開始自學一年，後跟從結他手兼歌手范梓謙學習。她首次公開結他演出是在亞洲國際博覽館舉行《的TONE Music Festival 2023》，亦曾在Tyson Yoshi、陳詠桐、Moon tang、Lolly Talk、魏浚笙等歌手的演唱會上擔任結他手。她的表現受到音樂人王雙駿的注意，2025年王雙駿為謝霆鋒籌備《Evolution Nic Live 謝霆鋒進化演唱會》，邀請她擔任結他手。4月24日演唱會開始後，時年17歲的Dale因外形神態而廣受好評，開始成名。
在謝霆鋒演唱會成名後，同年她獲連鎖快餐店大快活邀請拍攝廣告，由於在1997年，當時也是17歲的謝霆鋒亦曾為大快活拍攝廣告，引起話題。
2025年5月底，她走上獨立音樂人之路，推出自己參與曲、詞、編、監的英文歌《Speeding On My Own》，是為她首支個人派台單曲。

## 音樂作品

### 單曲
| 發佈日期      | 歌名                     | 作曲 | 填詞              | 編曲 | 監製           | 備註  |
| ------------- | ------------------------ | ---- | ----------------- | ---- | -------------- | ----- |
| 2025年5月31日 | Speeding On My Own（英） | Dale | Dale、Atreus Tang | Dale | Dale、Alex Chu | [ 7 ] |

## 外部連結
- Dale的Instagram帳戶